# Князєв Іван Миколайович
Іван Миколайович Князєв (12 липня 1924 — 13 листопада 1999) — радянський військовослужбовець, учасник Другої світової війни, Герой Радянського Союзу, бронебійник 310-го стрілецького полку 8-ї стрілецької дивізії 13-ї армії Воронезького фронту, рядовий.

## Біографія
Князєв Іван Миколайович народився 12 липня 1924 року в Уфі в родині робітника.
Закінчив початкову школу. Працював в Уфі арматурщиком-бетонником.
В Червону Армію призваний у 1942 році Кушнаренковським райвійськкоматом Башкирської АРСР.
У боях війни з 1943 року. Бронебійник 310-го стрілецького полку (8-я стрілецька дивізія, 13-а армія, Воронезький фронт) рядовий Князєв І.М. відзначився в боях з 11 вересня по 15 жовтня 1943 року при форсуванні річок Десна, Дніпро і Прип'ять.
Після війни, в серпні 1946 року молодший лейтенант Князєв І.М. звільнений з лав Збройних Сил по інвалідності. Жив у місті Світлоград Ставропольського краю.
Помер 13 листопада 1999 року.

## Подвиг
«В боях за плацдарм на річці Десна біля села Оболоння Коропського району Чернігівської області України він підбив ворожий танк, а на Дніпрі біля села Чикаловичі Брагінського району Гомельської області Білорусі — два бронетранспортери супротивника».
Указом Президії Верховної Ради СРСР від 16 жовтня 1943 року за зразкове виконання завдань командування і проявлені мужність і героїзм у боях з німецько-фашистськими загарбниками червоноармійцеві Князєву Івану Миколайовичу присвоєно звання Героя Радянського Союзу з врученням ордена Леніна і медалі «Золота Зірка» (№ 7613).

## Нагороди
Нагороджений орденами Леніна, Вітчизняної війни I ступеня, медалями.